# فرانک پایس (کوبا)
فرانک پایس (به اسپانیایی: Frank País) یک منطقهٔ مسکونی در کوبا است که در استان اولگین واقع شده‌است. فرانک پایس ۵۱۰ کیلومتر مربع مساحت و ۲۵٬۶۲۱ نفر جمعیت دارد و ۲ متر بالاتر از سطح دریا واقع شده‌است.